# Kronisk traumatisk encefalopati
Kronisk traumatisk encefalopati, förkortat CTE av engelskans chronic traumatic encephalopathy, är en progressiv neurodegenerativ sjukdom orsakad av upprepat våld mot huvudet. CTE ger en mångfald av symtom som irritabilitet, aggressivitet, förlust av korttidsminnet, depression, svårighet att planera och till slut demensliknande skador i hjärnan. Symtomen utvecklas långsamt och börjar först efter flera år. De som drabbats är de som fått upprepade skador mot huvudet som spelare i amerikansk fotboll, fotboll, rugby, boxare, ishockey, atleter i övriga kontaktsporter och militärer.